# Bernardo Guerrero
Bernardo Guerrero Díaz, född 10 juni 1986, är en chilensk roddare.
Guerrero tävlade för Chile vid olympiska sommarspelen 2016 i Rio de Janeiro, där han tillsammans med Felipe Cárdenas slutade på 17:e plats i lättvikts-dubbelsculler.